# Bantamvikt i fristil för herrar i brottning vid olympiska sommarspelen 2004
Herrarnas brottningsturnering i fristil i viktklassen bantamvikt vid olympiska sommarspelen 2008 avgjordes den 27-28 augusti i Aten i Ano Liossia Olympic Hall. 

## Medaljörer
| Klass      | Guld                      | Silver             | Brons                  |
| Bantamvikt | Mavlet Batirov · Ryssland | Stephen Abas · USA | Chikara Tanabe · Japan |

## Resultat

### Förkortningar
- EF — Vinst genom förverkande, förloraren ej plancerad
- E2 — Båda brottarna diskvalificerade för brott mot reglerna
- EV — Diskvalifikation från samtliga tävlingar för brott mot reglerna
- EX — 3 varningar eller brott mot reglerna
- PA — Skada/uteblivande
- PO — Vinst efter poäng, förloraren utan teknik-poäng
- PP — Vinst efter poäng, förloraren med teknik-poäng
- SP — Teknisk överlägsenhet, 10 poängs skillnad, förloraren hade poäng
- ST — Teknisk överlägsenhet, 10 poängs skillnad, förloraren utan poäng
- TO — Vinst efter fall
- KP — Klassificeringspoäng
- TP — Tekniska poäng

### Utslagningsronder

#### Grupp 1
| Tävlande              | Spelade | Vunna | Förlorade | KP | TP |
| --------------------- | ------- | ----- | --------- | -- | -- |
| Stephen Abas (USA)    | 2       | 2     | 0         | 6  | 10 |
| René Montero (CUB)    | 2       | 1     | 1         | 4  | 8  |
| Ghenadie Tulbea (MDA) | 2       | 0     | 2         | 1  | 1  |

|                       | Poäng |                       | KP     |
| --------------------- | ----- | --------------------- | ------ |
| Ghenadie Tulbea (MDA) | 0–5   | René Montero (CUB)    | 0–3 PO |
| Stephen Abas (USA)    | 6–1   | Ghenadie Tulbea (MDA) | 3–1 PP |
| René Montero (CUB)    | 3–4   | Stephen Abas (USA)    | 1–3 PP |

#### Grupp 2
| Tävlande               | Spelade | Vunna | Förlorade | KP | TP |
| ---------------------- | ------- | ----- | --------- | -- | -- |
| Li Zhengyu (CHN)       | 2       | 2     | 0         | 6  | 13 |
| Radoslav Velikov (BUL) | 2       | 1     | 1         | 5  | 19 |
| Shaun Williams (RSA)   | 2       | 0     | 2         | 2  | 6  |

|                        | Poäng |                        | KP     |
| ---------------------- | ----- | ---------------------- | ------ |
| Radoslav Velikov (BUL) | 13–2  | Shaun Williams (RSA)   | 4–1 SP |
| Li Zhengyu (CHN)       | 8–6   | Radoslav Velikov (BUL) | 3–1 PP |
| Shaun Williams (RSA)   | 4–5   | Li Zhengyu (CHN)       | 1–3 PP |

#### Grupp 3
| Tävlande                      | Spelade | Vunna | Förlorade | KP | TP |
| ----------------------------- | ------- | ----- | --------- | -- | -- |
| Kim Hyo-Sub (KOR)             | 2       | 1     | 1         | 4  | 8  |
| Bayaraagiin Naranbaatar (MGL) | 2       | 1     | 1         | 4  | 9  |
| Babak Nourzad (IRI)           | 2       | 1     | 1         | 3  | 6  |

|                               | Poäng |                               | KP     |
| ----------------------------- | ----- | ----------------------------- | ------ |
| Babak Nourzad (IRI)           | 0–6   | Bayaraagiin Naranbaatar (MGL) | 0–3 PO |
| Kim Hyo-Sub (KOR)             | 4–6   | Babak Nourzad (IRI)           | 1–3 PP |
| Bayaraagiin Naranbaatar (MGL) | 3–4   | Kim Hyo-Sub (KOR)             | 1–3 PP |

#### Grupp 4
| Tävlande               | Spelade | Vunna | Förlorade | KP | TP |
| ---------------------- | ------- | ----- | --------- | -- | -- |
| Chikara Tanabe (JPN)   | 2       | 2     | 0         | 6  | 9  |
| Namiq Abdullayev (AZE) | 2       | 1     | 1         | 4  | 8  |
| Yogeshwar Dutt (IND)   | 2       | 0     | 2         | 2  | 5  |

|                        | Poäng |                        | KP     |
| ---------------------- | ----- | ---------------------- | ------ |
| Chikara Tanabe (JPN)   | 5–2   | Namiq Abdullayev (AZE) | 3–1 PP |
| Yogeshwar Dutt (IND)   | 3–4   | Chikara Tanabe (JPN)   | 1–3 PP |
| Namiq Abdullayev (AZE) | 6–2   | Yogeshwar Dutt (IND)   | 3–1 PP |

#### Grupp 5
| Tävlande                   | Spelade | Vunna | Förlorade | KP | TP |
| -------------------------- | ------- | ----- | --------- | -- | -- |
| Oleksandr Zacharuk (UKR)   | 2       | 2     | 0         | 6  | 7  |
| Herman Kantoyeu (BLR)      | 2       | 1     | 1         | 4  | 7  |
| Baurzhan Orazgaliyev (KAZ) | 2       | 0     | 2         | 2  | 2  |

|                            | Poäng |                            | KP     |
| -------------------------- | ----- | -------------------------- | ------ |
| Oleksandr Zacharuk (UKR)   | 3–1   | Baurzjan Orazgalijev (KAZ) | 3–1 PP |
| Herman Kantoyeu (BLR)      | 3–4   | Oleksandr Zacharuk (UKR)   | 1–3 PP |
| Baurzjan Orazgalijev (KAZ) | 1–4   | Herman Kantoyeu (BLR)      | 1–3 PP |

#### Grupp 6
| Tävlande                   | Spelade | Vunna | Förlorade | KP | TP |
| -------------------------- | ------- | ----- | --------- | -- | -- |
| Mavlet Batirov (RUS)       | 2       | 2     | 0         | 7  | 23 |
| Dilsjod Mansurov (UZB)     | 2       | 1     | 1         | 5  | 12 |
| Bashir Ahmad Rahmati (AFG) | 2       | 0     | 2         | 0  | 0  |

|                            | Poäng |                            | KP     |
| -------------------------- | ----- | -------------------------- | ------ |
| Bashir Ahmad Rahmati (AFG) | 0–11  | Dilsjod Mansurov (UZB)     | 0–4 ST |
| Mavlet Batirov (RUS)       | 20–0  | Bashir Ahmad Rahmati (AFG) | 4–0 ST |
| Dilsjod Mansurov (UZB)     | 1–3   | Mavlet Batirov (RUS)       | 1–3 PP |

#### Grupp 7
| Tävlande                | Spelade | Vunna | Förlorade | KP | TP |
| ----------------------- | ------- | ----- | --------- | -- | -- |
| Amiran Kardanof (GRE)   | 3       | 3     | 0         | 10 | 17 |
| O Song-Nam (PRK)        | 3       | 2     | 1         | 8  | 8  |
| Martin Berberijan (ARM) | 3       | 1     | 2         | 5  | 9  |
| Harun Doğan (TUR)       | 3       | 0     | 3         | 1  | 3  |

|                         | Poäng |                         | KP     |
| ----------------------- | ----- | ----------------------- | ------ |
| O Song-Nam (PRK)        | 3–4   | Amiran Kardanof (GRE)   | 1–3 PP |
| Martin Berberijan (ARM) | 5–3   | Harun Doğan (TUR)       | 3–1 PP |
| O Song-Nam (PRK)        | 5–2   | Martin Berberijan (ARM) | 3–1 PP |
| Amiran Kardanof (GRE)   | 10–0  | Harun Doğan (TUR)       | 4–0 ST |
| O Song-Nam (PRK)        |       | Harun Doğan (TUR)       | 4–0 PA |
| Amiran Kardanof (GRE)   | 3–2   | Martin Berberijan (ARM) | 3–1 PP |

### Utslagningsträd
|  | Kvartsfinaler            | Kvartsfinaler            | Kvartsfinaler |  |  | Semifinaler           | Semifinaler           | Semifinaler          |   |                    | Final                 | Final                 | Final      |
|  |                          |                          |               |  |  |                       |                       |                      |   |                    |                       |                       |            |
|  | Stephen Abas (USA)       | Stephen Abas (USA)       | 6             |  |  |                       |                       |                      |   |                    |                       |                       |            |
|  | Li Zhengyu (CHN)         | Li Zhengyu (CHN)         | 1             |  |  | Stephen Abas (USA)    | Stephen Abas (USA)    | 3                    |   |                    |                       |                       |            |
|  | Kim Hyo-Sub (KOR)        | Kim Hyo-Sub (KOR)        | 0             |  |  | Chikara Tanabe (JPN)  | Chikara Tanabe (JPN)  | 0                    |   |                    |                       |                       |            |
|  | Chikara Tanabe (JPN)     | Chikara Tanabe (JPN)     | 10            |  |  |                       |                       |                      |   | Stephen Abas (USA) | Stephen Abas (USA)    | 1                     |            |
|  | Oleksandr Zacharuk (UKR) | Oleksandr Zacharuk (UKR) | 0             |  |  |                       | Mavlet Batirov (RUS)  | Mavlet Batirov (RUS) | 9 |                    |                       |                       |            |
|  | Mavlet Batirov (RUS)     | Mavlet Batirov (RUS)     | 4             |  |  | Mavlet Batirov (RUS)  | Mavlet Batirov (RUS)  | 7                    |   |                    |                       |                       |            |
|  |                          |                          |               |  |  | Amiran Kardanof (GRE) | Amiran Kardanof (GRE) | 1                    |   |                    | Bronsmatch            | Bronsmatch            | Bronsmatch |
|  |                          |                          |               |  |  |                       |                       |                      |   |                    |                       |                       |            |
|  |                          |                          |               |  |  |                       |                       |                      |   |                    | Chikara Tanabe (JPN)  | Chikara Tanabe (JPN)  | 7          |
|  |                          |                          |               |  |  |                       |                       |                      |   |                    | Amiran Kardanof (GRE) | Amiran Kardanof (GRE) | 0          |

|  | 5:e plats |                   |   |  |
|  |           |                   |   |  |
|  | 1         | Li Zhengyu (CHN)  | 6 |  |
|  | 1         | Li Zhengyu (CHN)  | 6 |  |
|  | 2         | Kim Hyo-Sub (KOR) | 4 |  |